# Petr Svoboda (1980)
Petr Svoboda (* 20. června 1980 v Jihlavě) je bývalý český hokejový obránce a současně trenér.

## Hráčská kariéra
Rodák z Jihlavy patří k odchovancům Jihlavské Dukly, za které hrál i jeho otec Radoslav Svoboda. S Duklou si zahrál jak dorosteneckou extraligu tak juniorskou, ale první zápasy mezi muži odehrál v nedalekém Havlíčkovem Brodě, který hrál druhou nejvyšší soutěž. Taktéž se zúčastnil reprezentačního turnaje mistrovství Evropy juniorů. V létě 1998 byl vybrán ve vstupního draftu NHL z druhého kola z celkového 35., místa klubem Toronto Maple Leafs. Následující sezonu 1998/99 strávil již v základním kádru Dukly Jihlava. Tato sezona nebyla pro klub vůbec úspěšná, tým obsadil poslední místo v základní části a v baráži o extraligu prohráli nad Znojmem a sestoupili. Jeho další angažmá bylo v Třineckých Ocelárnách, jeden zápas odehrál v juniorské soutěži. Největší úspěch v kariéře zaznamenal právě v mistrovství světa juniorů 2000, kde s Českou juniorkou reprezentací získali zlaté medaile. Na turnaji zaznamenal dvě asistence ze sedmi zápasů. Po úspěchu v juniorské reprezentaci dále usilovat o seniorkou reprezentaci. Zahrál si v přípravném turnaji Euro Hockey Tour (přesněji se zúčastnil ve Švédských hokejových hrách). Později se dostal do širší nominace na mistrovství světa v Petrohradu. Při konečné nominaci jako poslední bek vypadl ze sestavy. Mohl se tak stát druhý juniorským mistr, který získal zlato jak z juniorského mistrovství, tak i ze seniorského mistrovství světa 2000 (pouze Martin Havlát tohoto dosáhl).
V roce 2000 odcestoval do zámoří, dohodl se na kontraktu s organizací Toronto Maple Leafs, kterým byl draftován. První zápas v NHL odehrál 9. října 2000, proti Montreal Canadiens odehrál dvanáct minut na ledě. Hned ve druhém zápase dokonce vstřelil svou první branku a ve třetím zápase si připsal asistencí. Tím ale jeho produktivita končila a častěji se objevoval na farmě Toronta v St. John's Maple Leafs hrající AHL. V St. John's Maple Leafs strávil i celý ročník 2001/02. Do hlavní sestavy Toronto Maple Leafs se ani třetím rokem nevešel a opět byl členem v St. John's Maple Leafs. Kvůli zdravotním problémům odehrál pouze tři zápasy v AHL. Poté se vrátil zpět do vlasti, dohodl se staronovým působištěm HC Oceláři Třinec. Za Oceláře však stihl odehrát pět zápasů. Byla mu zjištěna nemoc Myasthenia gravis (porucha nervosvalového přenosu), jedná se o autoimunitní onemocnění, které je nevyléčitelné. Kvůli zdravotním potížím byl nucen ukončit hráčskou kariéru.

## Trenérská kariéra
Po ukončení hráčské kariéry se vydal na dráhu trenérskou. Začátky s trénováním mu vypomáhal jeho otec Radoslav Svoboda, oba dva trénovali v klubu HHK Velké Meziříčí. Později dostal nabídku trénovat mládež v HC Dukla Jihlava, kterou přijal. V sezoně 2007/08 se dokonce objevil na trenérské lavičce A-týmu Dukly v roli asistenta hlavního trenéra. V roce 2012 se stal asistentem hlavního trenéra Jiřího Vebra u České reprezentace do 17 let.  O rok později povýšil v reprezentaci kategorii do 18 let. V roce 2015 a 2016 vykonával roli asistenta hlavního trenéra u České reprezentace do 20 let.

## Prvenství
- Debut v NHL - 7. října 2000 (Toronto Maple Leafs proti Montreal Canadiens)
- První gól v NHL - 9. října 2000 (Toronto Maple Leafs proti Dallas Stars, kanadskému brankáři Ed Belfour)
- První asistence v NHL - 11. října 2000 (Toronto Maple Leafs proti New York Islanders)

## Klubová statistika
| Sezóna       | Klub                   | Soutěž       |    | Základní část | Základní část | Základní část | Základní část | Základní část |   | Play off | Play off | Play off | Play off | Play off |
| Sezóna       | Klub                   | Soutěž       | Z  | G             | A             | B             | TM            | Z             | G | A        | B        | TM       |          |          |
| 1995-96      | HC Dukla Jihlava 18    | ČHL-18       | 38 | 4             | 12            | 16            | 50            | —             | — | —        | —        | —        |          |          |
| 1996-97      | HC Dukla Jihlava 20    | ČHL-20       | 29 | 1             | 3             | 4             |               | —             | — | —        | —        | —        |          |          |
| 1997-98      | HC Dukla Jihlava 20    | ČHL-20       | 12 | 0             | 2             | 2             |               | —             | — | —        | —        | —        |          |          |
| 1997-98      | BK Havlíčkův Brod      | 1.ČHL        | 18 | 1             | 2             | 3             | 16            | —             | — | —        | —        | —        |          |          |
| 1998-99      | HC Dukla Jihlava       | ČHL          | 40 | 1             | 4             | 5             | 24            | —             | — | —        | —        | —        |          |          |
| 1999-00      | HC Oceláři Třinec 20   | ČHL-20       | 1  | 1             | 0             | 1             | 0             | —             | — | —        | —        | —        |          |          |
| 1999-00      | HC Oceláři Třinec      | ČHL          | 46 | 1             | 2             | 3             | 50            | 3             | 0 | 0        | 0        | 0        |          |          |
| 2000-01      | St. John's Maple Leafs | AHL          | 38 | 7             | 7             | 14            | 48            | 4             | 0 | 0        | 0        | 4        |          |          |
| 2000-01      | Toronto Maple Leafs    | NHL          | 18 | 1             | 2             | 3             | 10            | —             | — | —        | —        | —        |          |          |
| 2001-02      | St. John's Maple Leafs | AHL          | 74 | 3             | 10            | 13            | 58            | 11            | 0 | 1        | 1        | 6        |          |          |
| 2002-03      | St. John's Maple Leafs | AHL          | 3  | 0             | 1             | 1             | 4             | —             | — | —        | —        | —        |          |          |
| 2002-03      | HC Oceláři Třinec      | ČHL          | 5  | 0             | 1             | 1             | 4             | —             | — | —        | —        | —        |          |          |
| Celkem v ČHL | Celkem v ČHL           | Celkem v ČHL | 91 | 2             | 7             | 9             | 74            | 3             | 0 | 0        | 0        | 0        |          |          |

## Reprezentace
| Rok                    | Tým                    | Soutěž                 | Z  | G | A | B | TM |
| ---------------------- | ---------------------- | ---------------------- | -- | - | - | - | -- |
| 1998                   | Česko 18               | MEJ                    | 6  | 2 | 1 | 3 | 8  |
| 1999                   | Česko 20               | MSJ                    | 6  | 0 | 0 | 0 | 6  |
| 2000                   | Česko 20               | MSJ                    | 7  | 0 | 2 | 2 | 4  |
| 1999/2000              | Česko                  | EHT                    | 4  | 0 | 0 | 0 | 2  |
| Juniorská reprezentace | Juniorská reprezentace | Juniorská reprezentace | 19 | 2 | 4 | 6 | 18 |
| Seniorská reprezentace | Seniorská reprezentace | Seniorská reprezentace | 4  | 0 | 0 | 0 | 2  |